# Friedbert
Friedbert bzw. Friedebert ist ein deutscher männlicher Vorname.
Der Name kommt aus dem Althochdeutschen und setzt sich zusammen aus fridu „Friede“ und beraht „glänzend“.

## Bekannte Namensträger

### Friedbert
- Friedbert Barg (1947–2014), deutscher Fachjournalist und Fachbuchautor
- Friedbert Ficker (1927–2007), deutscher Kunsthistoriker
- Friedbert Gay (* 1956), deutscher Unternehmer, Buchautor und Redner
- Friedbert Grams (1942–2022), deutscher Politiker (CDU)
- Friedbert Groß (* 1937), deutscher Musikpädagoge, Komponist und Politiker (CDU)
- Friedbert Hillesheim (* 1947), ehemaliger deutscher Fußballspieler
- Friedbert Karger (* 1940), deutscher Plasmaphysiker
- Friedbert Lademann (1873–1944), deutscher Generalmajor
- Friedbert Mann (* 1934), deutscher Gewichthebertrainer
- Friedbert Meurer (* 1959), deutscher Journalist
- Friedbert Pflüger (* 1955), ehemaliger deutscher Politiker (CDU), Unternehmensberater und Politikwissenschaftler
- Friedbert Ritter (1900–1981), deutscher Chemiker und Industrieller
- Friedbert W. Rüb (* 1953), deutscher Soziologe und Politikwissenschaftler
- Friedbert Syhre (1938–2008), deutscher Kunsthandwerksmeister und Instrumentenbauer
- Friedbert Wissmann (* 1953), deutscher Komponist

### Friedebert
- Friedebert Becker (1907–1984), deutscher Journalist
- Friedebert Tuglas (1886–1971), estnischer Schriftsteller, Kritiker, Übersetzer und Literaturwissenschaftler